# Cabrera (ostrov)

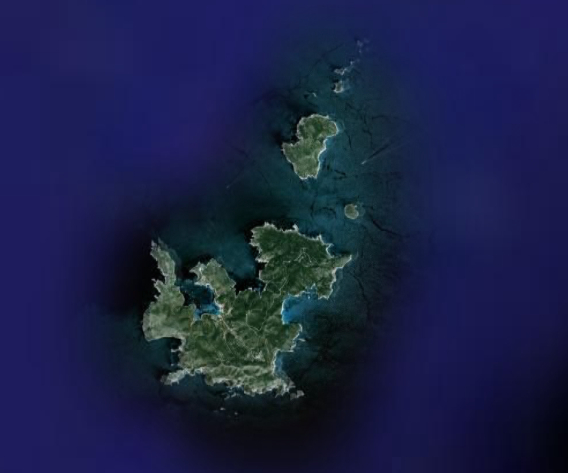
Satelitní snímek souostroví

Cabrera je téměř neobydlený ostrov o rozloze 15,69 km², součást Baleárských ostrovů ve Španělsku. Nachází se ve Středozemním moři u jižního pobřeží Mallorky. Je největším ostrovem malého souostroví, které zahrnuje (od jihu k severu) ostrovy Estells de Fora, L'Imperial, Illa de ses Bledes, Na Redona, Conillera, Esponja, Na Plana, Illot Pla, Na Pobra a Na Foradada.
Nejvyšším bodem je Na Picamosques (172 m n. m.).

## Historie
Cabrera byla využívána jako domov pro francouzské zajatce během Napoleonských válek. 9 000 jich bylo na Cabreru posláno, ale jenom 3 600 přežilo.
V roce 1944, během druhé světové války, se poblíž Cabrery zřítil do moře německý letoun. Jeden z členů posádky, Johanes Blocher, zemřel.
V dubnu 1991 byl vyhlášen Národní park souostroví Cabrera, který zahrnuje největší ostrov Cabrera, deset menších ostrovů a okolní moře.